# Evangelische Superintendentur A. B. Niederösterreich
Die Evangelische Superintendentur A. B. Niederösterreich ist eine Diözese der Evangelischen Kirche A. B. in Österreich.

## Organisation
Der Sitz der Superintendentur ist in St. Pölten. Sie umfasst 28 Pfarrgemeinden in Niederösterreich mit rund 35.000 Mitgliedern (Stand März 2024). Die Leitung der Superintendentur obliegt dem Superintendentialausschuss unter Vorsitz des Superintendenten. Die Hauptkirche der Superintendentur ist die Ev. Stadtkirche in St. Pölten. 

## Geschichte

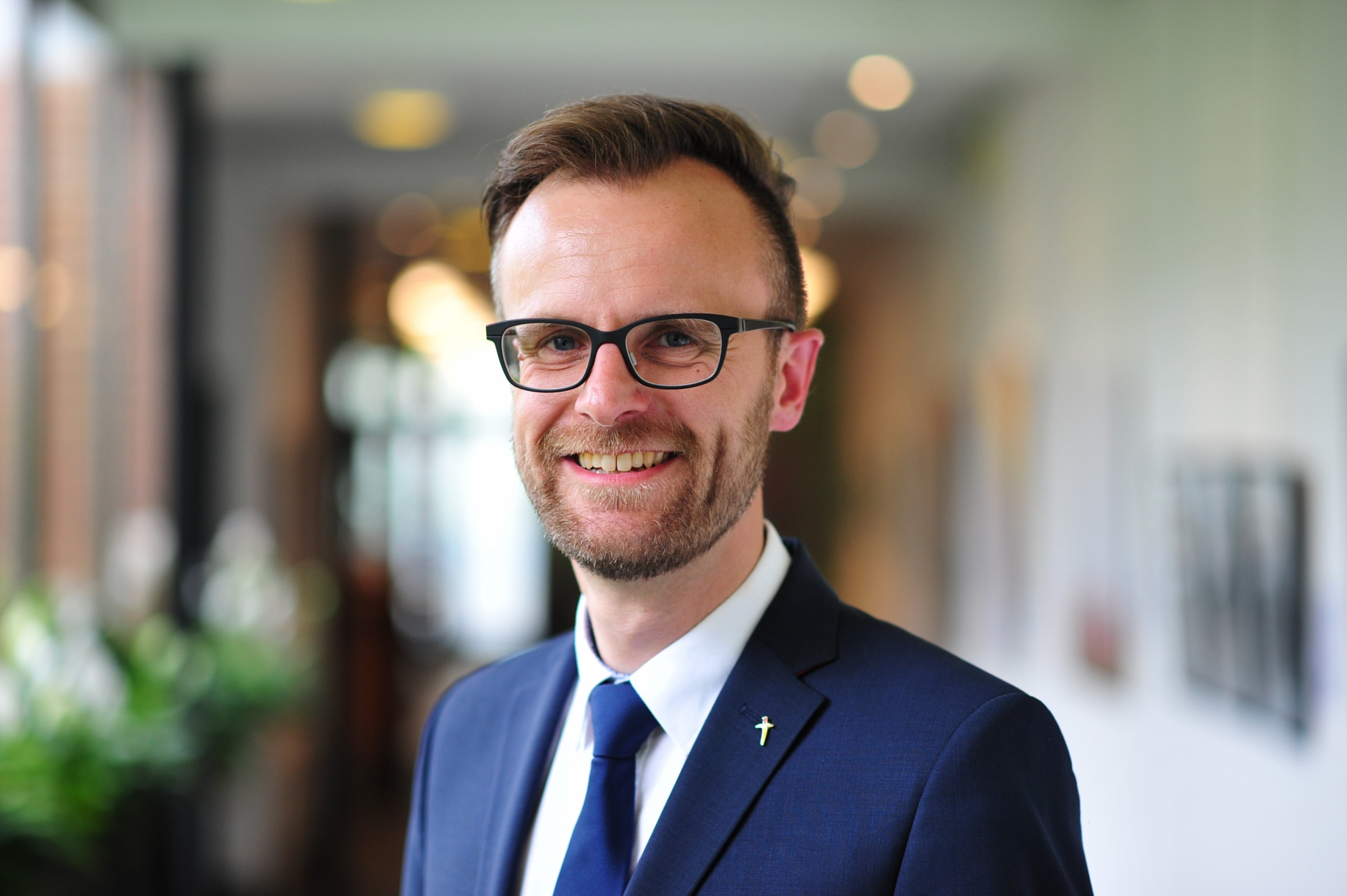
Superintendent Lars Müller-Marienburg (2016)

Die Diözese wurde 1947 gegründet. Die evangelisch-lutherischen Pfarrgemeinden in Niederösterreich gehörten bis dahin zur Evangelischen Superintendentur A. B. Wien. Der Sitz der Superintendentur wurde 1998 von Bad Vöslau nach St. Pölten verlegt.
Die Diözese Niederösterreich hatte bislang sieben Superintendenten:
- Fritz Heinzelmann (1947–1954)
- Valentin Schmidt (1954–1962)
- Friedrich Mauer (1962–1972)
- Heinz Schaefer (1972–1977)
- Hellmut Santer (1977–1998)
- Paul Weiland (1998–2015)
- Lars Müller-Marienburg (2016–2023)[2]

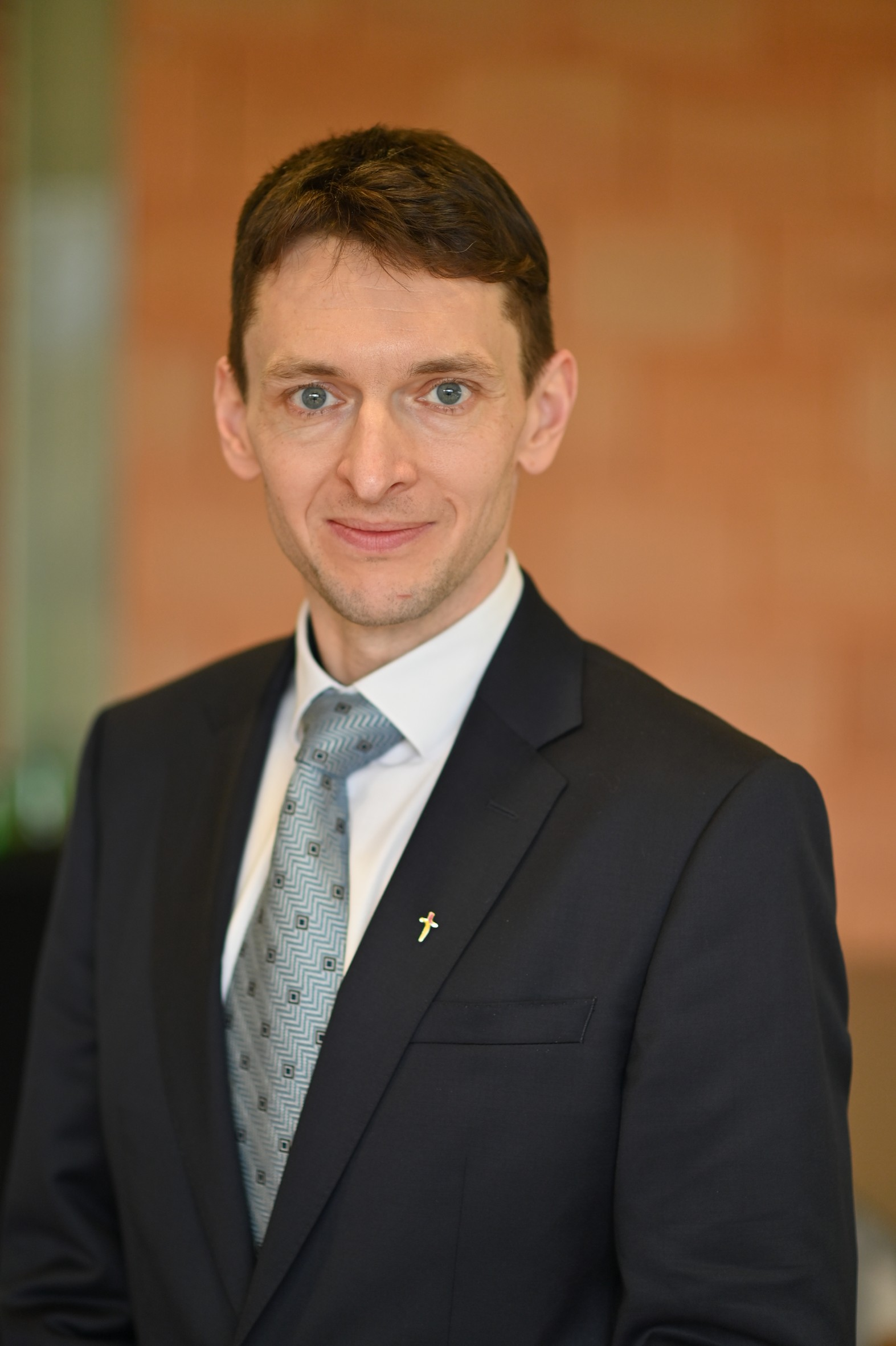
Michael Simmer (2024)

Im März 2024 wurde Michael Simmer zum Superintendenten ab dem 1. September 2024 gewählt, die Amtseinführung durch Bischof Michael Chalupka war am 28. September 2024 in der Evangelischen Kirche in Wiener Neustadt.

## Gemeinden
| Pfarrgemeinde                   | Kirchengebäude | Bild                                    |
| ------------------------------- | --- | --------------------------------------- |
| Amstetten-Waidhofen an der Ybbs | Heilandskirche Predigtstationen: Hollenstein an der Ybbs (Privathaus), Stadt Haag (Versorgungshauskapelle), Waidhofen an der Ybbs (Bürgerspitalkirche), Ybbs an der Donau (Betsaal Kirchengasse) | Heilandskirche in Amstetten             |
| Baden                           | Evangelische Pfarrkirche Baden Predigtstation: Martin-Luther-Gemeindezentrum in Baden, Schimmergasse 35a | Evangelische Pfarrkirche Baden          |
| Bad Vöslau                      | Christuskirche Predigtstationen: Leobersdorf, Teesdorf Predigtstellen: Jakobusheim Bad Vöslau, Seniorenresidenz Golden Age Bad Vöslau | Christuskirche in Bad Vöslau            |
| Berndorf                        | Dreieinigkeitskirche Predigtstellen: Enzesfeld (Spitalskirche), Landespflegeheim Berndorf | Dreieinigkeitskirche in Berndorf        |
| Bruck/Leitha-Hainburg/Donau     | Matthäuskirche Predigtstation: Hainburg an der Donau (Martin-Luther-Kirche) Predigtstellen: Sommerein (Gemeindeamt) | Matthäuskirche                          |
| Gloggnitz                       | Dreieinigkeitskirche |                                         |
| Gmünd                           | Friedenskirche Predigtstationen: Heidenreichstein (Versöhnungskirche), Groß-Siegharts (Schloss), Waidhofen an der Thaya (Kirche der frohen Botschaft) Predigtstellen: Alt-Nagelberg (Kapelle), Litschau (Rathaus-Sitzungssaal)                                                                                           | Friedenskirche in Gmünd                 |
| Horn                            | Evangelisches Gemeindezentrum Horn Predigtstation: Auferstehungskirche in Zwettl Predigtstellen: Gars, Eggenburg, Ravelsbach (Pfarrkirche Ravelsbach) | Auferstehungskirche in Zwettl           |
| Klosterneuburg                  | Evangelische Pfarrkirche Klosterneuburg Predigtstellen: Höflein (Pfarrkirche Höflein), Weidling (Wohnheim) | Evangelische Pfarrkirche Klosterneuburg |
| Korneuburg                      | Dreieinigkeitskirche Predigtstationen: Ernstbrunn (Schlosskapelle Ernstbrunn), Langenzersdorf (Holzkirchlein Langenzersdorf) | Evangelische Pfarrkirche Korneuburg     |
| Krems an der Donau              | Heilandskirche | Heilandskirche in Krems an der Donau    |
| Melk-Scheibbs                   | Erlöserkirche (Melk) und Heilandskirche (Scheibbs) Predigtstationen: Gaming (Betsaal im Rathaus), Pöchlarn (Römisch-katholisches Pfarrheim), Wieselburg (Evangelische Schlosskapelle) Predigtstellen: Loosdorf (Sebastiankapelle), Lunz am See (Römisch-katholisches Pfarrheim)                                          | Erlöserkirche in Melk                   |
| Melk-Scheibbs                   | Erlöserkirche (Melk) und Heilandskirche (Scheibbs) Predigtstationen: Gaming (Betsaal im Rathaus), Pöchlarn (Römisch-katholisches Pfarrheim), Wieselburg (Evangelische Schlosskapelle) Predigtstellen: Loosdorf (Sebastiankapelle), Lunz am See (Römisch-katholisches Pfarrheim)                                          | Heilandskirche in Scheibbs              |
| Mistelbach                      | Elisabethkirche Tochtergemeinde: Laa an der Thaya (Christuskirche) | Elisabethkirche in Mistelbach           |
| Mitterbach am Erlaufsee         | Evangelische Pfarrkirche Mitterbach am Erlaufsee Predigtstellen: Annaberg-Reith, Lackenhof, Ulreichsberg, Gußwerk | Evangelische Pfarrkirche Mitterbach     |
| Mödling                         | Evangelische Pfarrkirche Mödling Predigtstation: Waisenhauskirche in Mödling | Evangelische Pfarrkirche Mödling        |
| Naßwald                         | Evangelische Pfarrkirche Naßwald Predigtstationen: Hirschwang an der Rax (Henriettenkapelle) | Evangelische Pfarrkirche Naßwald        |
| Neunkirchen                     | Evangelische Pfarrkirche Neunkirchen Predigtstellen: Landespensionistenheim Neunkirchen/Stadtpark, Aspang (Trauungssaal/Rathaus), Hochegg (Kapelle Rehabilitationszentrum), Bad Schönau (Kurhotel Königsberg), Scheiblingkirchen (Landespensionistenheim)                                                                | Evangelische Pfarrkirche Neunkirchen    |
| Perchtoldsdorf                  | Christ-Königs-Kirche Predigtstellen: Landespensionistenheim Perchtoldsdorf | Christ-Königs-Kirche in Perchtoldsdorf  |
| Purkersdorf                     | Kirche zur Ehre Gottes Predigtstellen: Eichgraben (Michaelskapelle), Pressbaum (Kirche zur Liebe Gottes) |                                         |
| St. Aegyd am Neuwald-Traisen    | Auferstehungskirche (Traisen) und Waldkirche (St. Aegyd) Predigtstellen: Hainfeld (Kath. Pfarrhof Barockstüberl), Hainfeld (Kapelle Landespensionistenheim), Hohenberg (Volksschule), Kurhotel Salzerbad (Emmauskapelle), Türnitz (Kapelle Landespensionistenheim)                                                       |                                         |
| St. Pölten                      | Evangelische Pfarrkirche St. Pölten Predigtstationen: Herzogenburg (Kapelle auf der Brandstätte), Neulengbach (Nikolauskapelle), Rabenstein (Rabensaal), Traismauer (Kapelle im Hungerturm), Wilhelmsburg (Herzogskapelle), Markersdorf (Römisch-katholisches Pfarrheim) Predigtstellen: Pyhra, Justizanstalt St. Pölten | Evangelische Pfarrkirche St. Pölten     |
| Schwechat                       | Heilig-Geist-Kirche Petruskirche (Fischamend), Lukaskirche (Himberg) | Heilig-Geist-Kirche in Schwechat        |
| Stockerau                       | Lutherkirche Predigtstationen: Hollabrunn (Christuskirche), Kalladorf (Leonhardskirche), Spillern (Heilandskirche), Retz (Rathauskapelle) | Lutherkirche in Stockerau               |
| Strasshof-Marchfeld             | Martin-Luther-Kirche Predigtstationen: Lassee/Marchegg (Katholisches Pfarrheim), Prottes (Gemeindeamt) |                                         |
| Ternitz                         | Lukaskirche | Lukaskirche in Ternitz                  |
| Traiskirchen                    | Evangelische Pfarrkirche Traiskirchen | Evangelische Pfarrkirche Traiskirchen   |
| Tulln                           | Heilandskirche Predigtstellen: Langenlebarn (Heilandskapelle), St. Andrä vor dem Hagenthale (Christuskirche) |                                         |
| Wiener Neustadt                 | Auferstehungskirche Predigtstationen: Pottendorf (Festsaal der Mälzerei Koch), Pernitz (Marienkirche Neusiedl), Felixdorf (Evangelische Kirche) Predigtstellen: Wiener Neustadt (Stadtheim, Landespflegeheim, Gefangenenhaus)                                                                                            | Auferstehungskirche in Wiener Neustadt  |